# Borussia Dortmund/Saison 2019/20
Der Artikel behandelt den Verlauf der Saison 2019/20 des deutschen Fußball-Bundesligisten Borussia Dortmund.

## Vorbereitung auf die Saison

### Personalveränderungen
Nach dem Gewinn der Vizemeisterschaft und dem erneuten Einzug in die Gruppenphase der Champions League griff der BVB die größte Schwachstelle der Vorsaison, die Defensive, an. Verteidiger Abdou Diallo wurde nach nur einer Saison an Paris Saint-Germain verkauft und Ömer Toprak an Ligakonkurrent Bremen, der auch eine Kaufoption besitzt, verliehen. Als Ersatz wurde Nationalspieler Nico Schulz (TSG 1899 Hoffenheim) verpflichtet und Mats Hummels kehrte nach drei Spielzeiten beim FC Bayern nach Dortmund zurück.
Während Sebastian Rode in Frankfurt verblieb und der bereits feststehende Transfer Christian Pulisics zum FC Chelsea vollzogen wurde, verabschiedete sich auch der langjährige Angestellte Shinji Kagawa in Richtung Spanien. Mit den Nationalspielern Julian Brandt (aus Leverkusen) und dem belgischen WM-Dritten Thorgan Hazard fand man adäquate Nachfolger im Mittelfeld. Maximilian Philipp, der im Vorjahr kaum mehr eingesetzt worden war, fand, ebenso wie der erneut verliehene André Schürrle, einen neuen Arbeitgeber in Russland.
Mit dem Spanier Mateu Morey sicherte sich der Verein ein junges Talent aus der A-Jugend des FC Barcelona. Die amtierenden A-Jugend-Meister Luca Unbehaun (vierter Torwart) und Tobias Raschl (Mittelfeld) wurden in die erste Mannschaft berufen, Unbehaun war jedoch auch noch für die U19 spielberechtigt.

### Testspiele und Trainingslager
Nach dem Trainingsauftakt am 3. Juli 2019 startete die Mannschaft mit einem 10:0 beim baden-württembergischen Kreisligisten FC Schweinberg in die Testspielphase. Im Anschluss fand die Sechzig-Jahr-Feier des FC auf dem Vereinsgelände statt. Im Rahmen der einwöchigen USA-Reise wurden weitere Spiele gegen das einheimische MLS-Franchise Seattle Sounders (3:1) sowie gegen den amtierenden Champions-League-Sieger FC Liverpool (3:2) ausgetragen. Auch der Schweizer Gemeinde Bad Ragaz stattete Dortmund im Rahmen eines Trainingslagers wieder einen Besuch ab und trat hier gegen Udinese Calcio und den FC St. Gallen (jeweils 4:1) an. Darüber hinaus wurde der FC Zürich mit 6:0 besiegt.

## Saison 2019/20 – Bundesliga, DFB-Pokal, DFL-Supercup und UEFA Champions League

### Hinrunde
Anfang August stand das Spiel um den DFL-Supercup gegen den amtierenden Meister Bayern München an. Durch Tore von Paco Alcácer und Jadon Sancho holte die Borussia nach einem 2:0 den ersten Titel der Saison, für einige Spieler war es der erste Titel überhaupt mit dem Verein. Auch in der 1. Runde des Pokals, wo man auf den Drittligisten KFC Uerdingen 05 und einen alten Bekannten, Kevin Großkreutz, traf, hielt die Siegesserie. Einen Tag später traf man sich mit einem anderen Drittligisten, Preußen Münster, zu einem Freundschaftsspiel, welches die Münsteraner mit 0:4 verloren. Bereits im Juli war Marco Reus zum zweiten Mal nach 2012 zu Deutschlands Fußballer des Jahres gewählt.
Die Bundesligasaison eröffnete der BVB im heimischen Westfalenstadion und hatte den FC Augsburg zu Gast, was Erinnerungen an das denkbar knappe 4:3 in der Vorsaison weckte. Nach etwas mehr als 30 Sekunden gingen die Gäste in Führung, Paco Alcácer konnte jedoch bereits in der 3. Spielminute ausgleichen. Während Marwin Hitz weiterhin seinen verletzen Landsmann Roman Bürki vertrat, gaben Nico Schulz, Thorgan Hazard und Julian Brandt, der zum 5:1-Endstand traf, ihre Bundesligadebüts in Schwarz-Gelb und auch Rückkehrer Hummels stand in der Startelf.
Auch gegen den 1. FC Köln geriet die Mannschaft früh in Rückstand und zeigte sich lange ideenlos im Herausspielen von Chancen, die Domstädter hielten bis Mitte der zweiten Halbzeit wacker dagegen. Erst durch die Einwechslung Julian Brandts näherten sich die Borussen immer häufiger dem gegnerischen Strafraum schwächer werdender Kölner und konnten die Partie schließlich noch mit drei Toren zu ihren Gunsten drehen.
Am 3. Spieltag folgte man weiter dem Negativtrend der frühen Rückstände. Auch der Bundesliganeuling 1. FC Union Berlin, für den der Ex-Dortmunder Neven Subotić auflief, konnte gegen den BVB in Führung gehen. Gegen aggressiv agierende Offensivspieler konnte die besonders bei Standardsituationen anfällige Defensive Dortmunds ihrem Ruf als Favorit erneut nicht gerecht werden, die sonst so gefährliche Offensive zeigte sich trotz Brandts Startelfdebüt nicht in der Lage, gegen eine stabile Abwehr zu punkten. Durch wiederholte Fehler von Hummels, Akanji und Bürki verlor Borussia Dortmund mit 1:3 und bescherte den Berlinern so deren ersten Bundesligasieg überhaupt.
In der ersten Länderspielpause absolvierte ein Rumpfkader um Marwin Hitz, Mario Götze und Marcel Schmelzer ein Freundschaftsspiel beim Regionalligisten Energie Cottbus. Beim 5:0 kamen auch acht Nachwuchsspieler zum Einsatz, vier von ihnen konnten je einen Treffer erzielen.
Bayer 04 Leverkusen war nach der Pause zu Gast im Westfalenstadion. Gegen die Mannschaft von Ex-Dortmund-Trainer Peter Bosz gelang ein souveränes 4:0, die Niederlage gegen Union wurde so überwunden und der Kontakt zum noch ungeschlagenen Tabellenführer RB Leipzig gehalten.
Es folgte ein torloses Remis im ersten Champions-League-Spiel gegen einen top aufgestellten FC Barcelona. Im ersten Aufeinandertreffen seit 22 Jahren vergab Kapitän Reus vom Elfmeterpunkt die Chance auf den Heimsieg. Durch die mangelnde Einsatzfähigkeit der Torhüter Hitz, Unbehaun und Oelschlägel stand der Ersatzkeeper der Regionalligamannschaft, Jonas Hupe, als Backup für Roman Bürki erstmals in einem Pflichtspiel im Kader der Profimannschaft.
In Frankfurt gelang es dem BVB nicht, trotz zweimaliger Führung als Sieger vom Platz zu gehen. Das 2:2 für den Gegner ermöglichte der Routinier Delaney, der im Fünfmeterraum einen Ball von Kamada abfälschte.
Beim Heimspiel gegen Bremen, an dem man in der Vorsaison im Pokal gescheitert war, geriet man erneut früh in Rückstand, konnte dann durch Mario Götze, der in dieser Saison erstmals in der Startelf stand, rasch ausgleichen. Reus' Führungstreffer wurde jedoch nach einer guten Stunde wieder ausgeglichen und es gelang nicht, den Gegner noch zu besiegen. Da die etatmäßigen Verteidiger Hummels und Zagadou nicht im Kader standen, spielte Julian Weigl erstmals seit der Vorsaison wieder in der Innenverteidigung.
Nach einem glanzlosen 2:0 in Prag, bei dem Hakimi beide Treffer erzielte, folgte in der Liga ein weiteres Unentschieden, diesmal ein 2:2 in Freiburg. Ein sehenswerter Volley durch Axel Witsel brachte den BVB in Führung, nach dem Ausgleich des SC konnte wieder Hakimi einnetzen, die Führung wurde jedoch erneut verspielt. Während Torjäger Alcácer nicht einmal im Kader stand, konnte Marcel Schmelzer nach einer Einwechslung sein erstes Pflichtspiel seit dem letzten Spieltag der Vorsaison absolvieren.
Nach zuletzt drei Remis folgte in der Bundesliga endlich wieder ein Sieg im Spitzenspiel gegen Tabellenführer Borussia Mönchengladbach. Beim 1:0, das aufgrund zweier knapper Abseitsentscheidungen nicht höher gewonnen wurde, stand Sancho aufgrund verspäteter Rückkehr von der englischen Nationalmannschaft nach einer Entscheidung durch Cheftrainer Lucien Favre nicht im Kader. Beim Klären einer gegnerischen Ecke verletzte sich Roman Bürki am Fuß und musste gegen seinen Landsmann Hitz ausgetauscht werden.
Gegen Inter Mailand konnte der Torwart jedoch wieder mitwirken, dafür fehlten Reus und Alcácer. Trotz dessen und obwohl er bis dato nur sechs von 13 möglichen Pflichtspielen absolviert hatte, stand der bereits in der Vorsaison öfter im Sturmzentrum eingesetzte Götze erneut nicht auf dem Feld. Während die Italiener nach bereits 22 Minuten durch einen Treffer von Lautaro Martínez in Führung gehen konnten, nachdem Nico Schulz das Abseits aufgehoben hatte, erhöhten sie in der 89. Minute auf 2:0. Gut sieben Minuten früher hätten sie bereits per Strafstoß treffen können, welcher jedoch durch Bürki pariert wurde. Im Anschluss an eine der schwächsten Partien der Saison mehrten sich die Negativstimmen an Trainer Favre bezüglich seiner Aufstellungen, seiner passiven Art und dem zunehmend mutlosen Auftreten der Mannschaft in den Medien sowie im Umfeld.
Das hart geführte 179. Revierderby endete leistungsgerecht mit 0:0; im Gegensatz zum letzten Derby gab es keinen Platzverweis. Auch das zweite Aufeinandertreffen innerhalb weniger Tage gegen Mönchengladbach, diesmal im Pokal, wurde gewonnen. An Lucien Favres 62. Geburtstag absolvierte Verteidiger Piszczek beim 3:0 über den bis dahin als einziges Bundesligateam noch ungeschlagenen VfL Wolfsburg sein 300. Bundesligaspiel.
Das Rückspiel gegen Inter Mailand im heimischen Stadion begann nicht gut, nach Fehlern von Akanji und Hummels stand es früh 0:1, zur Pause sogar 0:2. In der zweiten Hälfte bewies der BVB Moral und konnte durch zwei Treffer des bislang besten Torschützen Achraf Hakimi sowie einen durch Julian Brandt das Spiel drehen und die Chancen auf die Finalrunde wahren.
Im zweiten Aufeinandertreffen der Saison mit dem FC Bayern, diesmal in der Bundesliga, lieferte die Mannschaft um Ex-Münchner und Ersatzkapitän Mats Hummels eine desaströse Leistung ab. So hatte der BVB in der gesamten ersten Halbzeit nur eine Torchance und ließ den Rivalen ohne große Bedrängnis agieren. Nur durch Glück und einige gute Aktionen von Torhüter Bürki landeten die Bayern beim 0:4 keine weiteren Treffer. Das letzte Tor erzielte Bayern-Rückkehrer Hummels, als er einen Ball von Thiago klären wollte.
Die Mannschaft trat nach der Länderspielpause mit dem SC Paderborn 07 gegen einen vermeintlichen Aufbaugegner zur Bewältigung des 0:4 in München an. Der Aufsteiger und Tabellenletzte führte den amtierenden Vizemeister über weite Strecken regelrecht vor und konnte zur Hälfte im Westfalenstadion mit 3:0 in Führung gehen. Favre stellte erneut sein verwirrendes Aufstellungssystem unter Beweis, als er in der Halbzeit alle drei Wechsel vollzog, fairerweise war es aber nur mit Worten nicht getan, um eine Kehrtwende herbeizuführen. Vom Anstoß zur zweiten Hälfte an wirkte das Team wie ausgewechselt und holte nach, was in den ersten 45 Minuten versäumt worden war. Paderborn wurde in der eigenen Hälfte früh bedrängt und die Chancen häuften sich. Nachdem Sancho und Witsel auf 2:3 verkürzen konnten und die Ostwestfalen lediglich eine weitere Großchance verbuchen konnten, gelang es ein ums andere Mal Kapitän Reus, in der zweiten Minute der Nachspielzeit das wichtige Tor zu erzielen. Vor dem Spiel in Barcelona sprachen Watzke und Zorc dem Cheftrainer öffentlich ihr Vertrauen aus.
Nach einem 1:3 in Barcelona folgte ein 2:1 im Berliner Olympiastadion. Trotz eines Platzverweises für Hummels konnten die verbliebenen Borussen gegen die Hertha und Leihspieler Marius Wolf das bereits vor dem Seitenwechsel erreichte 2:1 bis zum Ende verteidigen.
5:0 wurde am 14. Spieltag Fortuna Düsseldorf im Westfalenstadion besiegt, wobei sich ein ums andere Mal Jadon Sancho, Marco Reus und Julian Brandt als Schlüsselspieler bewiesen. In der folgenden Woche war ein Sieg in der Königsklasse Pflicht. Durch ein 2:1 über Slavia Prag, das der BVB in der letzten Viertelstunde nach einem Platzverweis von Julian Weigl in Unterzahl verwalten musste und das vor allem Keeper Bürki durch starke Paraden sicherte, gelang der Einzug in die Finalrunde. Geholfen hatte hier aber auch Gruppengegner Barcelona, das mit einer B-Elf Konkurrent Inter ebenfalls mit 2:1 besiegte und in die Europa League schoss. In beiden Partien kam Leonardo Balerdi zu seinen ersten Pflichtspieleinsätzen für Borussia Dortmund.
Trotz zweier nicht per Videobeweis überprüfter potenzieller Strafstöße kassierte Mainz 05 vier Treffer, wobei Verteidiger Nico Schulz zum ersten Mal für Dortmund in der Bundesliga traf. Es war bereits der vierte Sieg in Folge. Im Anschluss riss die Serie aber wieder, als die Borussia innerhalb der englischen Woche zum Jahresabschluss insgesamt fünf Punkte liegen ließ. Erst brach man nach einer 2:0-Führung gegen Tabellenführer RB Leipzig in der zweiten Hälfte ein und spielte noch 3:3, dann brachte man es nicht fertig, ein knappes 1:0 in Hoffenheim auszubauen und verlor zum Jahresabschluss noch mit 1:2.

### Rückrunde
Anfang Januar 2020 brach die Mannschaft erneut ins Wintertrainingslager nach Marbella auf. Dort standen Testspiele gegen Standard Lüttich und Feyenoord Rotterdam sowie den Bundesligakonkurrenten 1. FSV Mainz 05 an. Die A-Junioren Immanuël Pherai, Ramzi Ferjani, Alaa Bakir und Giovanni Reyna durften ebenso mitreisen wie Chris Führich, Steffen Tigges und Joseph Boyamba aus der Regionalligamannschaft. Bereits vor Reiseantritt wurde mit Erling Haaland, Österreichs Fußballer des Jahres 2019, die Verpflichtung eines dringend benötigten, weiteren Stürmers bekanntgegeben; der Norweger band sich bis 2024 an die Borussia. Dagegen verließ der im Mittelfeld und zeitweise auch in der Verteidigung eingesetzte Julian Weigel den BVB nach viereinhalb Jahren und 171 absolvierten Pflichtspielen in Richtung Portugal zu Benfica Lissabon. Während das Spiel gegen Lüttich torlos endete, gewann man mit 4:2 gegen Feyenoord und musste beim Debüt von Haaland ein 0:2 gegen Mainz hinnehmen.
Zum Rückrundenauftakt wandelte Dortmund ein zwischenzeitliches 1:3 noch in ein 5:3 um. Erheblichen Anteil daran hatte Erling Haaland, der binnen 20 Minuten drei Tore schoss und damit der erst siebte Bundesligaspieler war, dem dies bei seinem Einstand gelang. Giovanni Reyna, der nun neben seinem Engagement in der A-Junioren-Bundesliga fester Bestandteil des Profikaders war, debütierte in der höchsten deutschen Spielklasse. Dem folgte ein klares 5:1 zuhause gegen Köln. Der Gegner wurde über weite Strecken des Spiels dominiert, die Abwehr zeigte sich sicher und „Abwehrchef“ Hummels konnte mit zwei Flanken aus der eigenen Hälfte heraus, die jeweils zu Treffern führten, glänzen. Haaland, der wieder nach gut einer Stunde aufs Feld kam, traf zweimal.
Zum Ende des Wintertransferfensters verließen sowohl Paco Alcácer (FC Villarreal) als auch Jacob Bruun Larsen (TSG 1899 Hoffenheim) den Verein. Bruun Larsen hatte sich nie für einen Stammplatz empfehlen können, während der Spanier den Wunsch geäußert hatte, in seine Heimat zurückkehren zu können und durch die Verpflichtung Erling Haalands befürchtete, im Vorfeld der Europameisterschaft, die zunächst für 2020 geplant war, nicht genügend Spielzeit zu erhalten. Dafür wurde der deutsche National- und Mittelfeldspieler Emre Can leihweise von Juventus Turin verpflichtet.
Ein 5:0 gegen Union Berlin ließ den BVB mit dem FC Bayern, dem 1. FC Kaiserslautern sowie Hannover 96 gleichziehen, die bis dato die einzigen Mannschaften gewesen waren, die in drei aufeinanderfolgenden Bundesligapartien jeweils fünf Tore erzielt hatten. Darüber hinaus gelangen Erling Haaland seine Saisontreffer Nummer 6 und 7; er wurde zum ersten Bundesligaspieler, dem in seinen ersten zwei Partien fünf und in seinen ersten drei Spielen sieben Treffer gelangen.
Wie im Vorjahr sorgte Werder Bremen für ein Achtelfinale-Aus Dortmunds im DFB-Pokal; Reyna konnte seinen ersten Pflichtspieltreffer für die erste Mannschaft verbuchen. In der BayArena wies der BVB erneut eklatante Abwehrschwächen auf und verlor trotz einer zwischenzeitlichen 2:1-Führung mit 3:4 gegen Bayer Leverkusen. Kurioserweise hatten drei Dortmunder Defensivspieler die Treffer besorgt, wohingegen Erling Haaland im ersten Pflichtspiel torlos geblieben war. Darüber hinaus fiel Marco Reus bereits vor der Partie aufgrund einer Muskelverletzung langfristig aus. Dem folgte ein klares 4:0 zuhause gegen den Europa-League-Finalrundenteilnehmer Frankfurt, ab welchem Piszczek, der die gesamte Rückrunde fortan in der Innenverteidigung spielen sollte, die Kapitänsbinde vom verletzten Reus übernahm.
Vor dem Hinspiel gegen Paris Saint-Germain im Achtelfinale der Königsklasse wurde die vorzeitige fixe Verpflichtung Emre Cans bekanntgegeben; der Defensivspieler erhielt einen bis Juni 2024 gültigen Vertrag. Das Spiel wurde mit 2:1 gewonnen, beide Treffer erzielte Erling Haaland, für Manuel Akanji rückte nach dem Frankfurt-Spiel erneut Dan-Axel Zagadou in die Innenverteidigung neben Mats Hummels. Der BVB hatte den Gegner gut im Griff und ließ nur wenige Chancen zu, spielte selbst einige gute Gelegenheiten heraus und zeigte sich defensiv sicher.
Sowohl bei der geglückten Ligarevanche gegen Werder Bremen als auch beim knappen 1:0 über Freiburg fehlte Reus wie auch schon in den beiden vorherigen Partien aufgrund einer Muskelverletzung. Darüber hinaus schenkte Cheftrainer Favre weiterhin dem Franzosen Zagadou, der Akanjis Stammplatz erobern konnte, das Vertrauen. Im anschließenden Borussenduell, in dem der ehemalige Gladbacher Thorgan Hazard das 0:1 erzielte, konnten die Fohlen mit 2:1 besiegt werden. Es war der elfte Pflichtspielsieg in Folge gegen den Rivalen vom Rhein gewesen.
Im letzten Spiel vor der Zwangspause aufgrund der COVID-19-Pandemie ging das Rückspiel in Paris mit 0:2 verloren, was erneut das Achtelfinal-Aus in der Champions League bedeutete. Das 180. Revierderby, das man nach zweimonatiger Unterbrechung am 16. Mai bestritt, wurde hingegen mit 4:0 gewonnen, zwei Treffer gelangen Raphaël Guerreiro. Ab der Paris-Partie musste der Spielbetrieb durchgängig in Form von Geisterspielen ohne Zuschauer fortgesetzt werden. Im Spiel des 27. Spieltags gegen Wolfsburg bewiesen erneut Guerreiro und Hakimi ihre Torgefährlichkeit, für den Portugiesen war es bereits der achte Treffer der laufenden Bundesligasaison. Im Vorfeld hatte Sportdirektor Zorc kommuniziert, mit Mario Götze keine Einigung erzielt zu haben, womit der Spieler im Anschluss an die Spielzeit Dortmund ablösefrei verließ.
Einem 0:1 gegen den FC Bayern, welches diesem einen Vorteil im Meisterschaftskampf verschaffte, folgte ein 6:1 in Paderborn. Jadon Sancho konnte seinen ersten Hattrick als Profi erzielen und der junge Spanier Mateu Morey kam kurz vor Schluss zu seinem Debüt in der höchsten deutschen Spielklasse. Beim anschließenden 1:0-Heimsieg gegen Hertha BSC standen der U23-Akteur Marco Rente und der niederländische A-Junior Immanuël Pherai erstmals im Bundesligakader. Durch ein weiteres 1:0, diesmal gegen die abstiegsbedrohte Düsseldorfer Fortuna, wurde bereits am 31. Spieltag ein Saisonziel erfüllt, als die Qualifikation für die Champions-League-Gruppenphase erreicht werden konnte. Während Łukasz Piszczek, der seinen auslaufenden Vertrag bis Juni 2021 verlängert hatte, gegen Düsseldorf sein 250. Bundesligaspiel für den BVB absolvierte, konnte Marco Reus nach viermonatiger Pause aufgrund einer Muskelverletzung wieder ins Training zurückkehren.
In einem hart geführten Duell mit den abstiegsbedrohten Mainzern, in dem es neun gelbe Karte gab, lief Dortmund, für das es aufgrund der bereits feststehenden Meisterschaft des FC Bayern um nichts mehr ging, mit der Rückrunden-Stammelf auf. Im Kader befanden sich neben dem erneut nominierten Rente auch dessen Mannschaftskollege und Mittelfeldspieler Taylan Duman sowie der Kapitän der A-Junioren, Alaa Bakir. Durch einen Kopfball sowie einen Strafstoß gewannen die Rheinhessen mit 2:0 im Westfalenstadion und konnten einen immensen Schritt in Richtung Klassenerhalt machen. Einen Spieltag vor Schluss wurde die Mannschaft erneut Vizemeister, nachdem der ärgste Konkurrent Leipzig mit 2:0 besiegt werden konnte. Dan-Axel Zagadou konnte erstmals seit dem „Corona-Restart“ wieder auf dem Feld aktiv werden, die Jungspieler Morey und Reyna standen beide erstmals in der Startelf. Erling Haaland konnte durch zwei weitere Tore zum zweitbesten Dortmunder Torschützen hinter Jadon Sancho aufsteigen und so den Bundesligatorrekord der Borussen aus der Saison 2015/16, der bei 82 Treffern lag, überbieten. Im Vorfeld hatte Keeper Bürki sein Arbeitspapier bis zum Jahr 2023 verlängert.
Das letzte Heimspiel wurde zuhause mit 0:4 gegen Hoffenheim, das dadurch die Gruppenphase der Europa League erreichte, verloren. Mario Götze befand sich zur Verabschiedung im Stadion, stand jedoch nicht im Kader. Ohne die Spielfreude aus dem Großteil der Spielzeit ließ die Mannschaft beim Debüt des Mittelfeldspielers Tobias Raschl vier Treffer von Andrej Kramaric zu und ging so in die Sommerpause.

## Spielkleidung
| Heim | Auswärts | Ausweich |

## Statistiken

### Alle Spiele im Detail
Die Tabelle listet alle Spiele des Vereins der Saison 2019/20 inklusive der Vorbereitungs- und Testspiele auf. Spiele, die im Elfmeterschießen entschieden wurden, werden als Unentschieden (gelb) gewertet, Siege sind grün und Niederlagen rot markiert.
| Datum              | Heim                     | Gast                     | Ergebnis   | Tore BVB | Ort                                     | Wettbewerb                          |
| ------------------ | ------------------------ | ------------------------ | ---------- | --- | --------------------------------------- | ----------------------------------- |
| 12. Juli 2019      | FC Schweinberg           |                          | 0:10 (0:5) | 0:1 Raschl (12.), 0:2 Philipp (39.), 0:3 Philipp (40.), 0:4 Philipp (43.), 0:5 Wolf (44.), 0:6 Morey (58.), 0:7 Raschl (68.), 0:8 Philipp (77.), 0:9 Aydinel (83.), 0:10 Kagawa (87.) | Sportgelände Schweinberg, Hardheim      | Testspiel                           |
| 18. Juli 2019      | Seattle Sounders         |                          | 1:3 (0:1)  | 0:1 Wolf (36.), 0:2 Alcácer (50.), 1:3 Sancho (77.) | CenturyLink Field, Seattle, Washington  | Testspiel                           |
| 20. Juli 2019      | FC Liverpool             |                          | 2:3 (1:1)  | 0:1 Alcácer (3.), 1:2 Delaney (53.), 1:3 Bruun Larsen (58.) | Notre Dame Stadium, South Bend, Indiana | Testspiel                           |
| 27. Juli 2019      |                          | Udinese Calcio           | 4:1 (4:0)  | 1:0 Hazard (6.), 2:0 Götze (19., Foulelfmeter), 3:0 Weigl (28.), 4:0 Brandt (44.) | Cashpoint-Arena, Altach                 | Testspiel                           |
| 30. Juli 2019      |                          | FC Zürich                | 6:0 (4:0)  | 1:0 Sancho (9.), 2:0 Delaney (30.), 3:0 Alcácer (38.), 4:0 Alcácer (45+1.), 5:0 Sancho (56.), 6:0 Sancho (85.)                                                                        | Sportplatz Ri-Au, Bad Ragaz             | Testspiel                           |
| 30. Juli 2019      | FC St. Gallen            |                          | 1:4 (1:3)  | 0:1 Hakimi (3.), 0:2 Bruun Larsen (32.), 0:3 Bruun Larsen (44.), 1:4 Reus (64.) | Kybunpark, St. Gallen                   | Testspiel                           |
| 3. August 2019     |                          | FC Bayern München        | 2:0 (0:0)  | 1:0 Alcácer (48.), 2:0 Sancho (69.) | Westfalenstadion, Dortmund              | DFL-Supercup                        |
| 9. August 2019     | KFC Uerdingen 05         |                          | 0:2 (0:0)  | 0:1 Reus (49.), 0:2 Alcácer (70.) | Merkur Spiel-Arena, Düsseldorf          | DFB-Pokal, 1. Hauptrunde            |
| 10. August 2019    | Preußen Münster          |                          | 0:4 (0:1)  | 0:1 Balerdi (25.), 0:2 Zagadou (77.), 0:3 Götze (85.), 0:4 Götze (88.) | Preußenstadion, Münster                 | Freundschaftsspiel                  |
| 17. August 2019    |                          | FC Augsburg              | 5:1 (1:1)  | 1:1 Alcácer (3.), 2:1 Sancho (51.), 3:1 Reus (57.), 4:1 Alcácer (59.), 5:1 Brandt (82.)                                                                                               | Westfalenstadion, Dortmund              | Bundesliga                          |
| 23. August 2019    | 1. FC Köln               |                          | 1:3 (1:0)  | 1:1 Sancho (70.), 1:2 Hakimi (86.), 1:3 Alcácer (90.) | Rheinenergiestadion, Köln               | Bundesliga                          |
| 31. August 2019    | 1. FC Union Berlin       |                          | 3:1 (1:1)  | 1:1 Alcácer (25.) | Stadion An der Alten Försterei, Berlin  | Bundesliga                          |
| 6. September 2019  | Energie Cottbus          |                          | 0:5 (0:1)  | 0:1 Khadra (2.), 0:2 Raschl (67.), 0:3 Hajtic (70., Eigentor), 0:4 Tigges (75.), 0:5 Führich (78.)                                                                                    | Stadion der Freundschaft, Cottbus       | Freundschaftsspiel                  |
| 14. September 2019 |                          | Bayer 04 Leverkusen      | 4:0 (1:0)  | 1:0 Alcácer (28.), 2:0 Reus (50.), 3:0 Guerreiro (83.), 4:0 Reus (90.) | Westfalenstadion, Dortmund              | Bundesliga                          |
| 17. September 2019 |                          | FC Barcelona             | 0:0        | | Westfalenstadion, Dortmund              | UEFA Champions League, Gruppenphase |
| 22. September 2019 | Eintracht Frankfurt      |                          | 2:2 (1:1)  | 0:1 Witsel (11.), 1:2 Sancho (66.) | Waldstadion, Frankfurt                  | Bundesliga                          |
| 28. September 2019 |                          | Werder Bremen            | 2:2 (2:1)  | 1:1 Götze (9.), 2:1 Reus (41.) | Westfalenstadion, Dortmund              | Bundesliga                          |
| 2. Oktober 2019    | Sparta Prag              |                          | 0:2 (0:1)  | 0:1 Hakimi (35.), 0:2 Hakimi (89.) | Generali Arena, Prag                    | UEFA Champions League, Gruppenphase |
| 5. Oktober 2019    | SC Freiburg              |                          | 2:2 (0:1)  | 0:1 Witsel (20.), 1:2 Hakimi (67.) | Dreisamstadion, Freiburg                | Bundesliga                          |
| 19. Oktober 2019   |                          | Borussia Mönchengladbach | 1:0 (0:0)  | 1:0 Reus (58.) | Westfalenstadion, Dortmund              | Bundesliga                          |
| 23. Oktober 2019   | Inter Mailand            |                          | 2:0 (1:0)  | | San Siro, Mailand                       | UEFA Champions League, Gruppenphase |
| 26. Oktober 2019   | FC Schalke 04            |                          | 0:0        | | Veltins-Arena, Gelsenkirchen            | Bundesliga, 179. Revierderby        |
| 30. Oktober 2019   |                          | Borussia Mönchengladbach | 2:1 (0:0)  | 1:1 Brandt (77.), 2:1 Brandt (80.) | Westfalenstadion, Dortmund              | DFB-Pokal, 2. Hauptrunde            |
| 2. November 2019   |                          | VfL Wolfsburg            | 3:0 (0:0)  | 1:0 Hazard (52.), 2:0 Guerreiro (58.), 3:0 Götze (88., Handelfmeter) | Westfalenstadion, Dortmund              | Bundesliga                          |
| 5. November 2019   |                          | Inter Mailand            | 3:2 (0:2)  | 1:2 Hakimi (51.), 2:2 Brandt (64.), 3:2 Hakimi (77.) | Westfalenstadion, Dortmund              | UEFA Champions League, Gruppenphase |
| 9. November 2019   | FC Bayern München        |                          | 4:0 (1:0)  | | Allianz Arena, München                  | Bundesliga                          |
| 22. November 2019  |                          | SC Paderborn 07          | 3:3 (0:3)  | 1:3 Sancho (47.), 2:3 Witsel (84.), 3:3 Reus (90+2.) | Westfalenstadion, Dortmund              | Bundesliga                          |
| 27. November 2019  | FC Barcelona             |                          | 3:1 (2:0)  | 3:1 Sancho (77.) | Camp Nou, Barcelona                     | UEFA Champions League, Gruppenphase |
| 30. November 2019  | Hertha BSC               |                          | 1:2 (1:2)  | 0:1 Sancho (15.), 0:2 Hazard (17.) | Olympiastadion, Berlin                  | Bundesliga                          |
| 7. Dezember 2019   |                          | Fortuna Düsseldorf       | 5:0 (1:0)  | 1:0 Reus (42.), 2:0 Hazard (58.), 3:0 Sancho (63.), 4:0 Reus (69.), 5:0 Sancho (74.)                                                                                                  | Westfalenstadion, Dortmund              | Bundesliga                          |
| 10. Dezember 2019  |                          | Slavia Prag              | 2:1 (1:1)  | 1:0 Sancho (10.), 2:1 Brandt (61.) | Westfalenstadion, Dortmund              | UEFA Champions League, Gruppenphase |
| 14. Dezember 2019  | 1. FSV Mainz 05          |                          | 0:4 (0:1)  | 0:1 Reus (32.), 0:2 Sancho (66.), 0:3 Hazard (69.), 0:4 Schulz (84.) | Opel Arena, Mainz                       | Bundesliga                          |
| 17. Dezember 2019  |                          | RB Leipzig               | 3:3 (2:0)  | 1:0 Weigl (23.), 2:0 Brandt (34.), 3:2 Sancho (55.) | Westfalenstadion, Dortmund              | Bundesliga                          |
| 20. Dezember 2019  | TSG 1899 Hoffenheim      |                          | 2:1 (0:1)  | 0:1 Götze (17.) | Prezero-Arena, Sinsheim                 | Bundesliga                          |
| 7. Januar 2020     | Standard Lüttich         |                          | 0:0        | | Estadio Municipal de Marbella, Marbella | Testspiel                           |
| 11. Januar 2020    |                          | Feyenoord Rotterdam      | 2:4 (1:2)  | 0:1 Guerreiro (1.), 1:2 Reyna (44.), 1:3 Guerreiro (56.), 1:4 Führich (66.) | Estadio Municipal de Marbella, Marbella | Testspiel                           |
| 11. Januar 2020    |                          | 1. FSV Mainz 05          | 0:2 (0:1)  | | Estadio Municipal de Marbella, Marbella | Testspiel                           |
| 18. Januar 2020    | FC Augsburg              |                          | 3:5 (1:0)  | 2:1 Brandt (49.), 3:2 Haaland (59.), 3:3 Sancho (61.), 3:4 Haaland (70.), 3:5 Haaland (79.)                                                                                           | WWK-Arena, Augsburg                     | Bundesliga                          |
| 24. Januar 2020    |                          | 1. FC Köln               | 5:1 (2:0)  | 1:0 Guerreiro (1.), 2:0 Reus (29.), 3:0 Sancho (48.), 4:1 Haaland (77.), 5:1 Haaland (87.)                                                                                            | Westfalenstadion, Dortmund              | Bundesliga                          |
| 1. Februar 2020    |                          | 1. FC Union Berlin       | 5:0 (2:0)  | 1:0 Sancho (13.), 2:0 Haaland (18.), 3:0 Reus (68., Foulelfmeter), 4:0 Witsel (70.), 5:0 Haaland (76.)                                                                                | Westfalenstadion, Dortmund              | Bundesliga                          |
| 4. Februar 2020    | Werder Bremen            |                          | 3:2 (2:0)  | 2:1 Haaland (67.), 3:2 Reyna (78.) | Weserstadion, Bremen                    | DFB-Pokal, Achtelfinale             |
| 8. Februar 2020    | Bayer 04 Leverkusen      |                          | 4:3 (2:2)  | 1:1 Hummels (22.), 1:2 Can (33.), 2:3 Guerreiro (64.) | BayArena, Leverkusen                    | Bundesliga                          |
| 14. Februar 2020   |                          | Eintracht Frankfurt      | 4:0 (1:0)  | 1:0 Piszczek (33.), 2:0 Sancho (49.), 3:0 Haaland (54.), 4:0 Guerreiro (74.) | Westfalenstadion, Dortmund              | Bundesliga                          |
| 18. Februar 2020   |                          | Paris Saint-Germain      | 2:1 (0:0)  | 1:0 Haaland (69.), 2:1 Haaland (77.) | Westfalenstadion, Dortmund              | UEFA Champions League, Achtelfinale |
| 22. Februar 2020   | Werder Bremen            |                          | 0:2 (0:0)  | 0:1 Zagadou (52.), 0:2 Haaland (66.) | Weserstadion, Bremen                    | Bundesliga                          |
| 29. Februar 2020   |                          | SC Freiburg              | 1:0 (1:0)  | 1:0 Sancho (15.) | Westfalenstadion, Dortmund              | Bundesliga                          |
| 7. März 2020       | Borussia Mönchengladbach |                          | 1:2 (0:1)  | 0:1 Hazard (8.), 1:2 Hakimi (71.) | Borussia-Park, Mönchengladbach          | Bundesliga                          |
| 11. März 2020      | Paris Saint-Germain      |                          | 2:0 (2:0)  | | Parc des Princes, Paris                 | UEFA Champions League, Achtelfinale |
| 15. Mai 2020       |                          | FC Schalke 04            | 4:0 (2:0)  | 1:0 Haaland (29.), 2:0 Guerreiro (45.), 3:0 Hazard (48.), 4:0 Guerrero (63.) | Westfalenstadion, Dortmund              | Bundesliga, 180. Revierderby        |
| 23. Mai 2020       | VfL Wolfsburg            |                          | 0:2 (0:1)  | 0:1 Guerreiro (32.), 0:2 Hakimi (78.) | Volkswagen Arena, Wolfsburg             | Bundesliga                          |
| 26. Mai 2020       |                          | FC Bayern München        | 0:1 (0:1)  | | Westfalenstadion, Dortmund              | Bundesliga                          |
| 31. Mai 2020       | SC Paderborn 07          |                          | 1:6 (0:0)  | 0:1 Hazard (54.), 0:2 Sancho (57.), 1:3 Sancho (74.), 1:4 Hakimi (85.), 1:5 Schmelzer (89.), 1:6 Sancho (90.)                                                                         | Volkswagen Arena, Wolfsburg             | Bundesliga                          |
| 6. Juni 2020       |                          | Hertha BSC               | 1:0 (0:0)  | 1:0 Can (58.) | Westfalenstadion, Dortmund              | Bundesliga                          |
| 13. Juni 2020      | Fortuna Düsseldorf       |                          | 0:1 (0:0)  | 0:1 Haaland (90+5.) | Merkur Spiel-Arena, Düsseldorf          | Bundesliga                          |
| 17. Juni 2020      |                          | 1. FSV Mainz 05          | 0:2 (0:1)  | | Westfalenstadion, Dortmund              | Bundesliga                          |
| 20. Juni 2020      | RB Leipzig               |                          | 0:2 (0:1)  | 0:1 Haaland (30.), 0:2 Haaland (90+3.) | Westfalenstadion, Dortmund              | Bundesliga                          |
| 27. Juni 2020      |                          | TSG 1899 Hoffenheim      | 0:4 (0:2)  | | Westfalenstadion, Dortmund              | Bundesliga                          |

### Einsatzstatistiken
Die Tabelle zeigt die Pflichtspieleinsätze (exklusive des Supercups) aller im Kader gelisteter Spieler inklusive deren Tore auf. In Elfmeterschießen erzielte Tore werden nicht gelistet. Fett markierte Werte sind Höchstwerte innerhalb der Mannschaft.
| Nr.               | Nat.               | Name                   | Position   | Spiele BL    | Tore BL      | Spiele CL    | Tore CL      | Spiele Pokal | Tore Pokal   | Spiele gesamt | Tore gesamt  |
| ----------------- | ------------------ | ---------------------- | ---------- | ------------ | ------------ | ------------ | ------------ | ------------ | ------------ | ------------- | ------------ |
| 01                | Schweiz            | Roman Bürki            | Tor        | 31           | 0            | 8            | 0            | 0            | 0            | 39            | 0            |
| 02                | Frankreich         | Dan-Axel Zagadou       | Abwehr     | 15           | 1            | 5            | 0            | 2            | 0            | 22            | 1            |
| 03                |                    | Marco RenteII          | Abwehr     | ohne Einsatz | ohne Einsatz | ohne Einsatz | ohne Einsatz | ohne Einsatz | ohne Einsatz | ohne Einsatz  | ohne Einsatz |
| 05                | Marokko            | Achraf Hakimi          | Abwehr     | 33           | 5            | 8            | 4            | 3            | 0            | 44            | 9            |
| 06                | Danemark           | Thomas Delaney         | Mittelfeld | 11           | 0            | 3            | 0            | 0            | 0            | 14            | 0            |
| 07                | England            | Jadon Sancho           | Mittelfeld | 32           | 17           | 8            | 2            | 3            | 0            | 43            | 19           |
| 08                |                    | Mahmoud Dahoud         | Mittelfeld | 12           | 0            | 2            | 0            | 0            | 0            | 14            | 0            |
| 09                | Spanien            | Paco Alcácer1–19       | Sturm      | 11           | 5            | 2            | 0            | 1            | 1            | 14            | 6            |
| 10                |                    | Mario Götze            | Mittelfeld | 15           | 3            | 4            | 0            | 2            | 0            | 21            | 3            |
| 11                |                    | Marco Reus             | Mittelfeld | 19           | 11           | 4            | 0            | 2            | 1            | 25            | 12           |
| 13                | Portugal           | Raphaël Guerreiro      | Abwehr     | 29           | 8            | 8            | 0            | 0            | 0            | 37            | 8            |
| 14                |                    | Nico Schulz            | Abwehr     | 11           | 1            | 3            | 0            | 3            | 0            | 17            | 1            |
| 15                |                    | Mats Hummels           | Abwehr     | 31           | 1            | 8            | 0            | 2            | 0            | 41            | 1            |
| 16                | Schweiz            | Manuel Akanji          | Abwehr     | 29           | 0            | 6            | 0            | 3            | 0            | 38            | 0            |
| 17                | Norwegen           | Erling Haalandab 18    | Sturm      | 15           | 13           | 2            | 2            | 1            | 1            | 18            | 16           |
| 18                | Argentinien        | Leonardo Balerdi       | Abwehr     | 7            | 0            | 1            | 0            | 0            | 0            | 8             | 0            |
| 19                |                    | Julian Brandt          | Mittelfeld | 33           | 3            | 7            | 2            | 2            | 2            | 42            | 7            |
| 20                |                    | Jonas HupeII           | Tor        | ohne Einsatz | ohne Einsatz | ohne Einsatz | ohne Einsatz | ohne Einsatz | ohne Einsatz | ohne Einsatz  | ohne Einsatz |
| 21                | Jordanien          | Alaa BakirU19          | Sturm      | ohne Einsatz | ohne Einsatz | ohne Einsatz | ohne Einsatz | ohne Einsatz | ohne Einsatz | ohne Einsatz  | ohne Einsatz |
| 22                | Spanien            | Mateu Morey            | Mittelfeld | 5            | 0            | 0            | 0            | 0            | 0            | 5             | 0            |
| 23                | Belgien            | Thorgan Hazard         | Mittelfeld | 33           | 7            | 7            | 0            | 3            | 0            | 43            | 7            |
| 25                |                    | Luca UnbehaunU19       | Tor        | ohne Einsatz | ohne Einsatz | ohne Einsatz | ohne Einsatz | ohne Einsatz | ohne Einsatz | ohne Einsatz  | ohne Einsatz |
| 26                | Polen              | Łukasz Piszczek        | Abwehr     | 29           | 1            | 6            | 0            | 2            | 0            | 37            | 1            |
| 27                |                    | Marius Wolf1–3         | Sturm      | ohne Einsatz | ohne Einsatz | ohne Einsatz | ohne Einsatz | ohne Einsatz | ohne Einsatz | ohne Einsatz  | ohne Einsatz |
| 27                |                    | Emre Canab 20          | Mittelfeld | 12           | 2            | 2            | 0            | 1            | 0            | 15            | 2            |
| 28                | Belgien            | Axel Witsel            | Mittelfeld | 28           | 4            | 7            | 0            | 3            | 0            | 38            | 4            |
| 29                |                    | Marcel Schmelzer       | Abwehr     | 7            | 1            | 1            | 0            | 0            | 0            | 8             | 1            |
| 30                | Niederlande        | Immanuël PheraiU19     | Mittelfeld | ohne Einsatz | ohne Einsatz | ohne Einsatz | ohne Einsatz | ohne Einsatz | ohne Einsatz | ohne Einsatz  | ohne Einsatz |
| 32                | Vereinigte Staaten | Giovanni ReynaU19      | Mittelfeld | 15           | 0            | 2            | 0            | 1            | 1            | 18            | 1            |
| 33                |                    | Julian Weigl1–17       | Mittelfeld | 13           | 1            | 4            | 0            | 2            | 0            | 19            | 1            |
| 33                |                    | Chris FührichII        | Sturm      | ohne Einsatz | ohne Einsatz | ohne Einsatz | ohne Einsatz | ohne Einsatz | ohne Einsatz | ohne Einsatz  | ohne Einsatz |
| 34                | Danemark           | Jacob Bruun Larsen1–19 | Sturm      | 4            | 0            | 2            | 0            | 2            | 0            | 8             | 0            |
| 34                |                    | Taylan DumanII         | Mittelfeld | ohne Einsatz | ohne Einsatz | ohne Einsatz | ohne Einsatz | ohne Einsatz | ohne Einsatz | ohne Einsatz  | ohne Einsatz |
| 35                | Schweiz            | Marwin Hitz            | Tor        | 4            | 0            | 0            | 0            | 3            | 0            | 7             | 0            |
| 37                |                    | Tobias Raschl          | Mittelfeld | 1            | 0            | 0            | 0            | 0            | 0            | 1             | 0            |
| 40                |                    | Eric Oelschlägel       | Tor        | ohne Einsatz | ohne Einsatz | ohne Einsatz | ohne Einsatz | ohne Einsatz | ohne Einsatz | ohne Einsatz  | ohne Einsatz |
| Stand: Saisonende |                    |                        |            |              |              |              |              |              |              |               |              |

### Sonstige Statistiken
- Bundesliga: 21 Siege, 6 Remis, 7 Niederlagen, 84:41 Tore
- Champions League: 4 Siege, 1 Remis, 3 Niederlagen, 10:11 Tore
- DFB-Pokal: 2 Siege, 1 Niederlage, 6:4 Tore
- Meiste gewonnene Zweikämpfe (Bundesliga): Achraf Hakimi, 370 (ligaintern Platz 10)[29]
- Meiste Torvorlagen (Bundesliga): Jadon Sancho, 16 (ligaintern Platz 2)

### Bundesliga-Tabellenverlauf
Verlegte Partien werden entsprechend der ursprünglichen Terminierung dargestellt, damit an allen Spieltagen für jede Mannschaft die gleiche Anzahl an Spielen berücksichtigt wird.
|                   | 1 | 2 | 3 | 4 | 5 | 6 | 7 | 8 | 9 | 10 | 11 | 12 | 13 | 14 | 15 | 16 | 17 | 18 | 19 | 20 | 21 | 22 | 23 | 24 | 25 | 26 | 27 | 28 | 29 | 30 | 31 | 32 | 33 | 34 |
| ----------------- | - | - | - | - | - | - | - | - | - | -- | -- | -- | -- | -- | -- | -- | -- | -- | -- | -- | -- | -- | -- | -- | -- | -- | -- | -- | -- | -- | -- | -- | -- | -- |
| Borussia Dortmund | 1 | 1 | 5 | 2 | 3 | 8 | 8 | 4 | 5 | 2  | 6  | 6  | 5  | 3  | 3  | 4  | 4  | 4  | 4  | 3  | 4  | 4  | 4  | 4  | 2  | 2  | 2  | 2  | 2  | 2  | 2  | 2  | 2  | 2  |
| Stand: Saisonende |   |   |   |   |   |   |   |   |   |    |    |    |    |    |    |    |    |    |    |    |    |    |    |    |    |    |    |    |    |    |    |    |    |    |

### Bundesliga-Zuschauerzahlen
| Westfalenstadion (Signal Iduna Park) | 81.365 | 974.050 | 57.297 | 70,42 % | 9/17 * | Evonik Industries | Opel | Puma |
| Stand: Saisonende                    |        |         |        |         |        |                   |      |      |